# Північний (Арктичний) федеральний університет
Північний (Арктичний) федеральний університет імені М. В. Ломоносова (рос. Северный (Арктический) федеральный университет имени М. В. Ломоносова) — класичний заклад вищої освіти та науково-дослідний центр в російському Архангельську, заснований у 2010 році.
Член Асоціації класичних університетів Росії.

## Історія
Університет створений у 2010 році на базі Архангельського державного технічного університету за Наказом Президента РФ Дмитра Медведєва [3] . Офіційна дата реєстрації — 8 червня 2010 року. Університет є найбільшим науково-освітнім центром на північному заході Росії, входить до Євразійської асоціації університетів і Асоціації провідних вузів Росії. Місія ПАФУ як федерального університету безпосередньо пов'язана з реалізацією Арктичної стратегії Росії і створенням інноваційної та кадрової бази для розвитку Півночі і Арктики.
12 липня 2011 року в склад університету включені державні вищі і середні спеціальні навчальні заклади: Поморський державний університет імені М. В. Ломоносова, Архангельський державний технічний університет, Архангельський лісотехнічний коледж Імператора Петра I і Сєверодвінський технічний коледж. Тоді ж Північний (Арктичний) федеральний університет перейменовано в Північний (Арктичний) федеральний університет імені М. В. Ломоносова.
31 жовтня 2012 року ліквідовано Архангельську філію Фінансового університету при Уряді РФ (колишня Архангельська філія Всеросійського заочного фінансово-економічного інституту), в результаті чого вона ввійшла до складу Північного (Арктичного) федерального університету. Було оголошено про створення на базі філії окремого структурного підрозділу ПАФУ — заочного фінансово-економічного інституту.

## Структура
До струкутри університету входить 7 вищих шкіл і 2 інститути:
- Вища школа інформаційних технологій і автоматизованих систем
- Вища інженерна школа
- Вища школа енергетики, нафти і газу
- Вища школа природних наук і технологій
- Вища школа психології, педагогіки і фізичної культури
- Вища школа соціально-гуманітарних наук і міжнародної комунікації

Вища школа економіки, управління і права
- Гуманітарний інститут (у Сєверодвінську)
- Інститут суднобудування і морської арктичної техніки (колишній Сєвмашвтуз, розташований у Сєверодвінську).

### Коледжі
При університеті працюють два коледжі: «Технічний коледж філії ПАФУ у Сєверодвінську», «Технологічний коледж Імператора Петра I», «Сєверодвінський технічний коледж», а також Університетський ліцей.

### Філії
Філії ПАФУ працюють у Сєверодвінську та Коряжмі. У планах відкриття філії в Котласі та Ненецькому автономному окрузі. 
Одним з елементів інфраструктури університету є технологічні центри: центр колективного користування науковим обладнанням «Арктика», інноваційно-технологічний центр «Арктичні нафтогазові лабораторні дослідження», центр космічного моніторингу Арктики, центр дослідження лісів. Плануються до створення інноваційно-технологічний центр «Сучасні технології переробки біоресурсів Півночі» і центр патентування та захисту інтелектуальної власності.